# 鮑永
鮑永（前1世紀—42年），字君長，上黨屯留（今山西屯留南）人。

## 生平
父親鮑宣是漢哀帝時的司錄校尉，為王莽所殺。
永少有志操，事母桓少君至孝，一次他的妻子當著桓少君的面叱喝小狗，鮑永知道後就立即休妻。
更始二年（公元24年），更始帝徵為尚書僕射，後與馮衍投降劉秀。漢光武帝即位後，拜諫議大夫。
董憲的副將屯兵於魯郡，危害百姓，朝廷命鮑永為魯郡太守。鮑永到後，攻打敵軍，擊討大破之，只有別帥彭豐、虞休、皮常等各千餘人，稱『將軍』，不肯投降。不久，孔子闕裏無故荊棘自除，從講堂至於裏門。鮑永覺得奇怪，跟府丞及魯令說：『方今危急而闕裏自開，難道是孔子想向我行禮，助我誅無道？』於是入會人眾，修鄉射之禮，請彭豐等人共會觀視，準備擒獲彭豐等人。彭豐等也在算計鮑永，持牛酒勞饗，但暗中挾帶兵器。鮑永察覺到此事，於是格殺彭豐等人，擒破其黨羽。劉秀為表彰其功，封為關內侯，遷楊州牧。
母親桓少君去世後，鮑永辭官，並將財產分給貧苦孤弱的弟子。
建武十一年（公元35年），鮑永被徵召為司隸校尉，以事劾劉秀的叔父刘良，由是朝廷肅然，皇帝常說：「貴戚且宜斂手，以避二鮑（另一位是鮑恢）。」
建武十五年（公元39年）正月，大司徒韓歆直言上諫而獲罪，鮑永不避風險，反復求情。因而觸怒了劉秀，被劉秀貶出京城，出任東海相，又以測量田地不實被徵召，諸郡守多下獄。鮑永到達成臯後，詔書拜為兗州牧，任州牧三年而病逝。

## 延伸阅读
[在维基数据编辑]
 《後漢書·卷29》，出自范晔《後漢書》
 《東觀漢記》